# 富士山 (渋川市)
富士山（ふじやま）は、群馬県渋川市にある山である。

## 概要
標高は564.4mである。南麓にある谷を吾妻川が流れ、国道353号、JR吾妻線が通る。国道沿いにある道の駅おのこから見ると富士山型に見える山である。